# جاك إليوت مايرز
جاك إليوت مايرز (بالإنجليزية: Jack Elliott Myers)‏ هو شاعر أمريكي، ولد في 29 نوفمبر 1941 في لين في الولايات المتحدة، وتوفي في 23 نوفمبر 2009.